# 아시아 토픽

기아 토픽 롱바디 정측면

기아 토픽 롱바디 후측면

아시아 토픽(Asia Topic)은 1987년 10월에 출시된 승합차다. 모기업인 기아자동차(아시아자동차가 합병된 회사)의 기술 제휴선인 일본 마쓰다의 봉고 브로니의 SR 플랫폼을 늘려 개발한 대한민국 최초의 15인승 승합차다. 
- 아시아 토픽은 아시아 AM버스랑 같이 1978년에 출시된 AC076N, AV076N의 후속 차종으로 나왔고, 기아 베스타의 15인승 롱 바디 차종이라고 할 수 있다.
- 코드 모델명은 AM705이며, 엔진은 당초  베스타의 로나 엔진 대신 AC 버스에 탑재되던 XA 2.5 디젤 엔진을 탑재했다.
- 출시 초기에는 15인승 승합차 시장을 독점하고 있으나, 이후에 출시된 현대 그레이스 투어, 쌍용 이스타나 옴니 등과 경쟁했다.
- 1991년 2월 3일에 페이스 리프트를 거치고, 더 높은 배기량의 SS 2.7 디젤 엔진으로 변경된 하이 토픽이 출시됐다.
- 12인승 코치와 15인승 코치, 3인승 밴과 6인승 밴이 있고, 주로 교회, 성당, 사찰 등의 종교 단체와 유치원, 어린이집, 학원, 태권도장 등의 통학 버스, 구급차, 소방차 등 특수차로도 사용됐다.
- 1995년은 기아자동차에서 독자 개발한 J2 디젤 엔진이 탑재됐다.
- 본래 아시아 스태퍼라는 명칭으로 후속 모델을 계획하고 있으나, 아시아자동차가 기아자동차와 합병되면서 2000년 1월에 프레지오와 통합된 형식으로 단종됐다.
- 그리고 기존에 준비하고 있던 스태퍼는 프레지오의 15인승 모델인 그랜드 트림으로 추가됐다.
- 현재 am705는 대한민국은 남아있는 차량이 매우 희귀하여 2020년대 이후엔 사실상 없어질 것으로 예상되나, 해외(주로 개발도상국)에서는 중고 수출의 영향으로 다수가 잔존한다.
- 총 69,315대다.

## 연표
- 1987년 10월 1일: 베스타의 장축형 버전으로 출시. 다만, 후미등은 트렁크 바깥쪽만 점등되었고, 안쪽은 플라스틱으로 막혀 있었다.
- 그렇지만 베스타처럼 안쪽까지 다 점등된 옵션도 선택할 수 있다.
- 1991년 2월 25일: 페이스 리프트를 거쳐 앞면과 뒷면 모두 변경되었고, 통칭 하이 토픽이다.
- 2000년 1월: 단종되었으며, 후속 차종으로 준비하고 있던 스태퍼는 아시아가 기아에 합병되면서 기아 프레지오 그랜드라는 이름으로 출시되었다.

## 경쟁 차종
- 현대자동차 - 그레이스, 스타렉스
- 기아자동차 - 봉고, 프레지오, 베스타
- 대우자동차 - 바네트
- 쌍용자동차 - 이스타나